# Jaskinia Naciekowa
Jaskinia Naciekowa – jaskinia we wschodnich zboczach Doliny Kościeliskiej w Tatrach Zachodnich. Położona jest w dolomitowo-wapiennym masywie Organów, ok. 60 m powyżej Jaskini Zimnej, w pobliżu Zbójnickiej Nyży, Jaskini pod Ostrewką i Jaskini Krwawego Nosa, obok Schronu przy Naciekowej i Korytarza do Naciekowej. Jest to jaskinia rozwinięta horyzontalnie, o trzech otworach wejściowych położonych na wysokościach 1188 m (otwór główny), 1199 m, 1180 m n.p.m.. Jej długość wynosi 1210 metrów, a deniwelacja 97 metrów.
Jaskinia słynie z licznych nacieków, które wśród tatrzańskich jaskiń należą do najlepiej rozwiniętych. Od nacieków tych pochodzi nazwa jaskini.

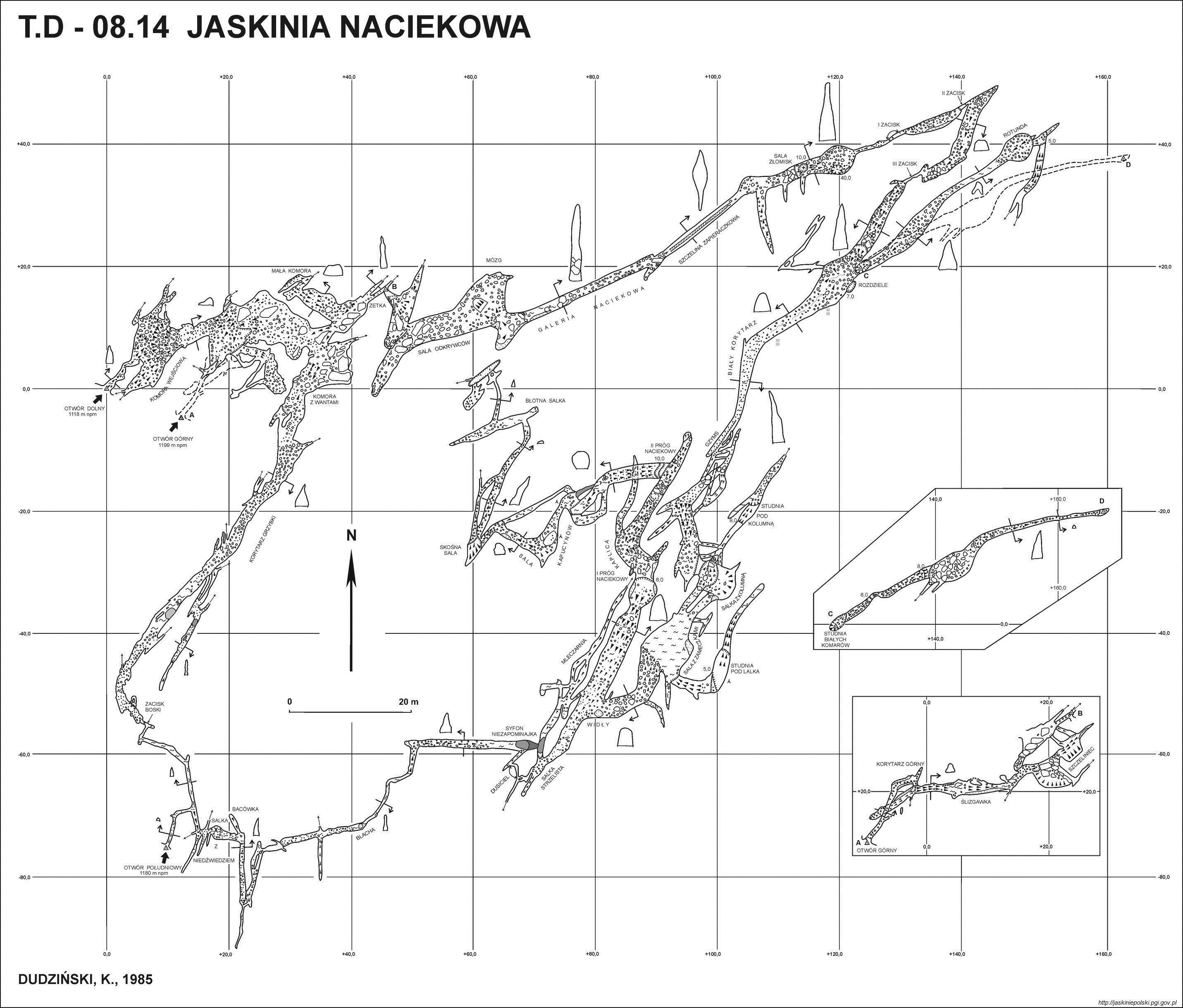
Plan jaskini

## Opis jaskini
Korytarze jaskini tworzą zamkniętą pętlę. Cały główny ciąg można przejść bez liny, brak w nim bowiem większych studni i kominów. Takie występują jedynie w bocznych odnogach jaskini.
Od głównego otworu idzie w dół korytarz, który przechodzi w Komorę Wejściową. Stąd ciąg prowadzi do Komory Trójkątnej i dalej do Salki z Rysą i Komory z Wantami. W prawo odchodzi Korytarz Grzybkowy idący do szczeliny łączącej się z korytarzykiem uchodzącym w partiach za otworem południowym.
Ciąg główny biegnie do Sali Odkrywców, Galerii Naciekowej i Szczeliny Zapieraczkowej. Zaraz za Komorą z Wantami odchodzi boczny korytarz do Małej Komory, a dalej do ciasnych szczelin i korytarzyka wychodzącego na powierzchnię. Jest to otwór górny jaskini położony w pobliżu Jaskini Krwawego Nosa. Ze Szczeliny Zapieraczkowej dochodzi się do Sali Złomisk. W końcu sali, po prawej stronie wznosi się 40-metrowej wysokości komin, jego strop stanowi najwyższy punkt jaskini.
Ciąg główny prowadzi natomiast z Sali Złomisk do Salki Biwakowej i Rozdziela. Jest to miejsce, w którym jaskinia rozdziela się na kilka ciągów. Jeden idzie do Studni Białych Komarów i ciasnych korytarzyków, drugi do dawnego syfonu – Rotundy i paru korytarzy kończących się szczelinami, trzeci do Białego Korytarza kończącego się ciasnymi korytarzykami.
Główny ciąg natomiast prowadzi obszernym korytarzem do Salki z Kolumną (w bok znajduje się Studnia pod Kolumną), a dalej dwoma równoległymi korytarzami do Sali z Zameczkami (w bok odchodzi korytarz do Studni pod Lalką). Dalej ciąg główny idzie do rozgałęzienia korytarzy – Wideł. W bok odchodzi ciąg do Błotnej Salki. Na wprost natomiast dochodzi się do Strzelistej Salki i Syfonu Niezapominajka. Jeżeli jest w nim woda (zimą w czasie mrozów osusza się całkowicie), można go obejść przez zacisk Dusiciel. Następnie jest salka Bacówka i Salka z Niedźwiedziem. Stąd odchodzą korytarzyki. Lewy do południowego otworu, prawy do szczeliny łączącej się z Korytarzem Grzybkowym.
Ciąg do Błotnej Salki. Z Wideł dochodzi się do I i II Progu Naciekowego oraz Salki z Jeziorkiem. Dalej korytarz idzie do Sali Kapucynów, Skośnej Sali i przez błotny syfon do Błotnej Salki kończącej się studnią.

## Przyroda
Szata naciekowa jaskini jest bardzo bogata. Występują w niej draperie, stalaktyty, stalagmity, marmity. nacieki kalcytowe i mleko wapienne. Największe ich nagromadzenie znajduje się w Galerii Naciekowej, Sali z Zameczkami i ciągu do Błotnej Salki.
Większym zbiornikiem wody jest okresowy Syfon Niezapominajka. W wielu miejscach występuje deszcz podziemny.
W Salce z Niedźwiedziem został znaleziony kompletny szkielet niedźwiedzia brunatnego. Znajduje się on w Muzeum Przyrodniczym TPN.

## Historia odkryć
Otwór wejściowy obecnej jaskini, w postaci niewielkiego schroniska skalnego, w 1934 r. odkryli Stefan Zwoliński i Jerzy Zahorski.
Pierwsze 400 m korytarzy odkryli (po przekopaniu ciasnego zacisku, pokrytego grubą warstwą mleka wapiennego) i zbadali w dniu 13 września 1959 r. Jerzy Bieniaszewski, Jan Rudnicki i Hanna Sobol ze Speleoklubu Warszawskiego. Odkryte obszerne korytarze przechodziły w duże komory zawaliskowe.
W 1976 i 1977 roku Paweł Jędrzejczak i Andrzej Renes z Zakopanego odkryli dalsze kilkaset metrów korytarzy, w 1979 r. zbadano ostatnie korytarze, aż do najwyższego, południowego wylotu jaskini.